# Slavko Kvaternik
Slavko Kvaternik (Zagabria, 25 agosto 1878 – Zagabria, 8 giugno 1947) è stato un generale e politico croato.

## Biografia
Fu stretto collaboratore di Ante Pavelić e capo della organizzazione militare Ustascia. Nell'aprile 1941, in accordo con i tedeschi e gli italiani, proclamò l'indipendenza della Croazia. Nei quattro anni seguenti, assieme a Pavelić, governò lo stato croato legato alle potenze dell'Asse; Kvaternik ricoprì varie funzioni, tra le quali quella di Ministro della Difesa e di generalissimo dell'Esercito.
Fu avversario irriducibile del movimento di liberazione nazionale, che perseguitò con numerose azioni di rappresaglia e massacri, infierendo contro la popolazione serba. Arrestato quando la Iugoslavia venne liberata, Kvaternik fu processato e condannato a morte; fu giustiziato a Zagabria l'8 giugno 1947.